# Vandana Shiva

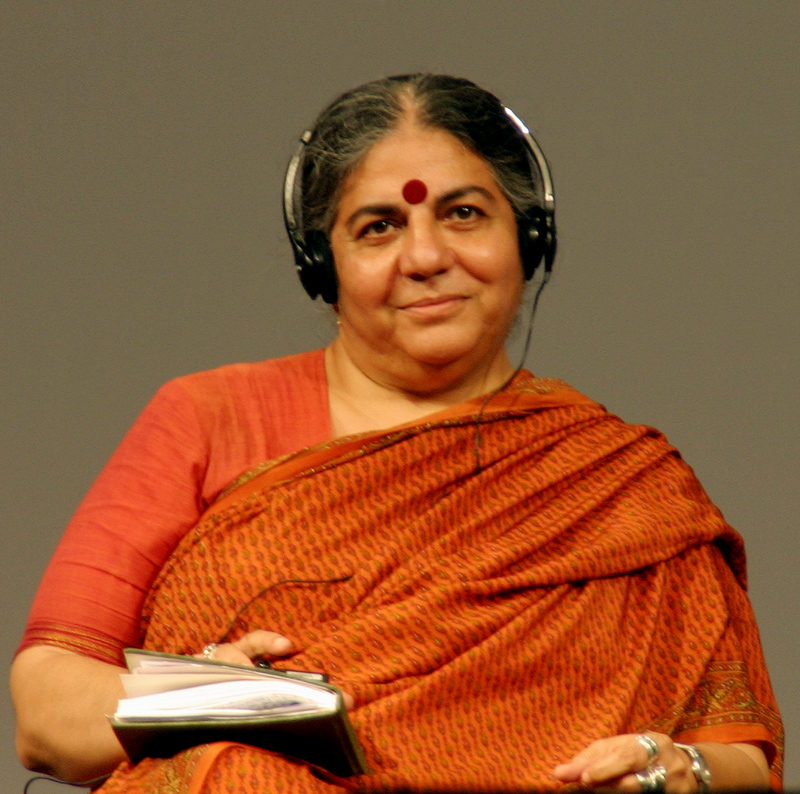
Vandana Shiva

Vandana Shiva (n. 5 noiembrie 1952 în Dehradun, India) este o feministă  militantă pentru protecția mediului și drepturilor cetățenești. Ei i s-a decernat în anul 1993 Premiul Nobel alternativ (Right Livelihood Award).

## Trecerea la agricultură biologică în Sri Lanka
În 2021 Sri Lanka a început primul program de „agricultură 100% organică” și a impus o interdicție la nivel național asupra îngrășămintelor chimice și a pesticidelor în iunie 2021. Programul a fost propus de consilierul Vandana Shiva, dar a ignorat vocile critice din partea comunității științifice și agricole care au avertizat despre posibila prăbușire a agriculturii, inclusiv criza financiară din cauza devalorizării monedei naționale pivotate în jurul industriei ceaiului. Până la sfârșitul anului 2021 Sri-Lanka a înregistrat o scădere masivă a producției agricole până la 50% și lipsă de alimente. Situația din industria ceaiului a fost descrisă ca fiind critică, agricultura în cadrul programului ecologic fiind descrisă de 10 ori mai scumpă și producând jumătate din randamentul de până acum al agricultorilor. În septembrie 2021, guvernul a anunțat „o stare de urgență economică”, întrucât situația a fost agravată în continuare de scăderea ratei de schimb a monedei naționale, a inflației în creștere ca urmare a prețurilor ridicate la alimente și a restricțiilor pandemice în turism, care a scăzut și mai mult veniturile țării.
Sri Lanka și-a propus să treacă la 100% agricultură biologică și a fost interzis importul de îngrășăminte chimice și pesticide. Acest lucru a produs o criză economică gravă, deoarece populația se așteaptă să rămână fără venituri și fără alimente. Guvernul a anulat unele măsuri, dar importul ureei rămâne interzis. Sri Lanka se pregătește pentru acordarea de rații alimentare sub control militar.
Potrivit BBC, în septembrie 2021 Sri Lanka trece printr-o criză economică majoră. Șeful băncii centrale a demisionat din cauza crizei. Președintele a declarat starea de urgență din cauza crizei, încercând să interzică „acumularea alimentelor” (stocomanii).
La mijlocul lunii octombrie 2021, interdicția a fost ridicată în mare măsură „până când insula va fi capabilă să producă suficient îngrășământ organic”.  În noiembrie 2021, Sri Lanka și-a abandonat planul de a deveni prima țară cu agricultură ecologică din lume, în urma creșterii prețurilor la alimente și a săptămânilor de proteste împotriva acestui plan. Potrivit New York Times, raportând în decembrie 2021, daunele aduse producției agricole sunt deja făcute, prețurile la legume au crescut substanțial în Sri Lanka, iar țara va avea nevoie de timp pentru a-și reveni din această criză. Interdicția privind îngrășământul a fost ridicată pentru anumite culturi, dar prețul ureei a crescut la nivel internațional din cauza prețului petrolului și gazelor.
În 2022, guvernul din Sri Lanka a anunțat o compensație de 200 de milioane de dolari pentru peste un milion de fermieri care au pierdut recoltele ca urmare a interdicției.

## Publicații
- 1981, Social Economic and Ecological Impact of Social Forestry in Kolar, Vandana Shiva, H.C. Sharatchandra, J. Banyopadhyay, Indian Institute of Management Bangalore
- 1988, Staying Alive:  Women, Ecology and Survival in India, Zed Press, New Delhi, ISBN 0-86232-823-3
- 1991, Ecology and the Politics of Survival:  Conflicts Over Natural Resources in India,  Sage Publications, Thousand Oaks, California, ISBN 0-8039-9672-1
- 1992, The Violence of the Green Revolution:  Ecological degradation and political conflict in Punjab,  Zed Press, New Delhi
- 1992, Biodiversity:  Social and Ecological Perspectives (editor); Zed Press, United Kingdom
- 1993, Women, Ecology and Health: Rebuilding Connections Arhivat în 2 iulie 2009, la Wayback Machine. (editor), Dag Hammarskjöld Foundation and Kali for Women, New Delhi
- 1993, Monocultures of the Mind:  Biodiversity, Biotechnology and Agriculture, Zed Press, New Delhi
- 1993, Ecofeminism, Maria Mies and Vandana Shiva, Fernwood Publications, Halifax, Nova Scotia, Canada, ISBN 1-895686-28-8
- 1994, Close to Home: Women Reconnect Ecology, Health and Development Worldwide, Earthscan, London, ISBN 0-86571-264-6
- 1995, Biopolitics (with Ingunn Moser), Zed Books, United Kingdom
- 1997, Biopiracy:  the Plunder of Nature and Knowledge, South End Press, Cambridge Massachusetts, I ISBN 1-896357-11-3
- 1999, Stolen Harvest:  The Hijacking of the Global Food Supply, South End Press, Cambridge Massachusetts, ISBN 0-89608-608-9
- 2000, Tomorrow's Biodiversity, Thames and Hudson, London, ISBN 0-500-28239-0
- 2001, Patents, Myths and Reality, Penguin India
- 2002, Water Wars; Privatization, Pollution, and Profit, South End Press, Cambridge Massachusetts
- 2005, Globalization's New Wars:  Seed, Water and Life Forms Women Unlimited, New Delhi, ISBN 81-88965-17-0
- 2005, Breakfast of Biodiversity: the Political Ecology of Rain Forest Destruction, ISBN 0-935028-96-X
- 2005, Earth Democracy;  Justice, Sustainability, and Peace,  South End Press, ISBN 0-89608-745-X
- 2007, Manifestos on the Future of Food and Seed, editor, South End Press ISBN 978-0-89608-777-4
- 2008, Soil Not Oil, South End Press ISBN 978-0-89608-782-8